# Брачна Вас
Брачна Вас (словен. Bračna vas) — поселення в общині Брежиці, Споднєпосавський регіон, Словенія. Висота над рівнем моря: 158,5 м.